# ANIME JAPAN FES
ANIME JAPAN FES （アニメジャパンフェス/アニメジャパンフェスティバル）は、株式会社バースデーソング音楽出版が企画・主催する、アニメソング・特撮ソングのライブ・コンサート・イベントの総称。各種のイベントが、年間を通して毎年10数公演行われている。
略称はAJF（エージェーエフ）。
または、同じくバースデーソング主催で、夏に数日間に亘り開催されるイベントの名称。（後述）
または、同じくバースデーソング主催で、単発で開催されるアニメソングライブイベントの名称。（後述）
ただし、バースデーソングは他にもアニメ、ゲーム、声優などに関するイベントの企画・運営に携わる事があり、それらすべてがAJF関連とされる訳ではない。

## 主なイベントの概要
ANIME JAPAN FES（以下AJF）では、対象となる作品のジャンル・題材（アニメ、特撮）毎に、または出演者や演奏スタイルといった分類で、各種様々なイベントが行われている。
以下、定期的に行われている各イベントの概要。

### スーパーロボット魂
ロボットアニメ作品及び、ロボットアニメを題材としたTVゲーム作品に関する曲限定のライブイベント。（1997年-）

### スーパーヒーロー魂
特撮ヒーロー作品に関する曲限定のライブイベント。（1999年-）

### スーパーアニソン魂
アニメソング全般、特撮ソング、ゲームソングなどを幅広く網羅したライブイベント。（2002年-）

### スーパー戦隊“魂”
特撮ヒーロー作品の中でもさらに、「スーパー戦隊シリーズ」に関する曲に限定したライブイベント。（2004年-）

### アニソン女子部
堀江美都子プロデュースによるイベント。2000年夏のAJFにおいて“旗上げ”。出演者は基本的にバンドメンバーを除き、女性シンガー、女性声優など、女性に限られる。（女性メンバーを含むグループとしての参加で、男性の出演のケースは有り）
歌だけではなく、堀江自身の声優としてのキャリアも活かし、寸劇やコントなども盛り込んだバラエティーに富む内容のステージとなっている。
堀江がメインパーソナリティを務めた、同名のラジオ番組が放送されていた事もある。
2011年8月には、主な女子部出演メンバーによる東日本大震災被災者救援のチャリティーCDが制作され、会場での販売と通信販売が行われた。
2016年8月には、主な女子部出演メンバーによる熊本地震被災者救援のチャリティーCDが制作され、会場での販売が行われた。（共に一般発売はされていない）
2025年6月には、中国上海市と広州市にて、海外公演「アニソン女子部2025 プレミアムin上海＆広州『Return～集結！』」が開催された。

### 影山ヒロノブ・遠藤正明・きただにひろしの「ゆかいな仲間たち」
深夜から翌朝にかけてオールナイトで行われる、アコースティックによるイベント。ホスト役の3人（影山ヒロノブ、遠藤正明、きただにひろし）をはじめ、出演者がなんらかのコスプレをして参加するのが慣例となっている。
影山と遠藤が2人で行っていたアコースティックライブ「アコギな二人旅だぜ!!」の特別版として、AJF2001で行った「アコギな仲間達」が前身である。
元々、深夜公演としてショッカーO野、ミンキー・ヤスなどが行っていたトークライブがあったが、当時の会場が改修のために使用できなくなったため休止なり、会場の改修が終わった記念として「アコギな仲間達」が行われたが、渋谷区の条例の改正によって深夜公演が行えなくなったことで再び休止になったという経緯がある。
その後、会場が変更になったことにより深夜公演が可能になったことから2005年に「ゆかいな仲間たち」としてイベントの復活となった。
なお、法令により酒類の販売が、条例により18歳以下の参加が禁じられている。
2008年までは土曜の夜 - 日曜の朝にかけて行われていたが、2009年以降は金曜の夜 - 土曜の朝にかけて行われる事もある。

### ANIME JAPAN FES （数日間開催）
主に夏に数日間に亘り開催されるイベント。1998年に第1回が開催された。
前述の「スーパーヒーロー魂」「ゆかいな仲間たち」といった各種イベントが日替わりで開催され、その開催期間をまとめて「ANIME JAPAN FES」と呼ぶ。

### ANIME JAPAN FES （単発開催）
アニメソング、特撮ソング、全般を網羅したライブイベント。イベントの方向性及び歌われる曲のカテゴリは前述の「スーパーアニソン魂」と同じであるが、単発で開催される際はイベントタイトルとして「ANIME JAPAN FES」の名称が用いられる事が多い。

### その他
その他過去には、声優によるライブイベント、トークライブ、ラジオ番組の公開生放送、チャリティーオークション、など様々なイベントが開催されている。

## これまでに開催されたイベント

### 1997年
- 08/17 東京 赤坂BLITZ 「ROBONATION SUPER LIVE '97 SUMMER」

### 1998年
- 06/04 大阪 梅田 HEAT BEAT 「スーパーロボット魂 '98 “春の陣”」
- 06/05 名古屋 BOTTOM LINE 「スーパーロボット魂 '98 “春の陣”」
- 06/07 東京 渋谷 ON AIR EAST 「スーパーロボット魂 '98 “春の陣”」
- 08/15 東京 渋谷 ON AIR EAST 「AJF1998 GIRL'S VOICE'98」
- 08/15 東京 渋谷 ON AIR WEST 「AJF1998 ドラゴン'98 スペシャルライブ」
- 08/15 東京 渋谷 ON AIR EAST 「AJF1998 闘魂ライブ渋谷大決戦！ アニメタルVS鋼鉄兄弟」
- 08/15 東京 渋谷 ON AIR WEST 「AJF1998 YOSE！トークライブ」
- 08/16 東京 渋谷 ON AIR EAST 「AJF1998 スーパーロボット魂 '98 “夏の陣”」
- 08/16 東京 渋谷 ON AIR WEST 「AJF1998 BOY'S VOICE'98」
- 09/12 名古屋 CLUB QUATTRO 「スーパーロボット魂 '98 “夏の陣”」
- 09/13 大阪 梅田 HEAT BEAT 「スーパーロボット魂 '98 “夏の陣”」

### 1999年
- 04/04 名古屋 TELEPIA HALL 「スーパーロボット魂 '99 “春の陣”」
- 04/25 大阪 心斎橋 BIG CAT 「スーパーロボット魂 '99 “春の陣”」
- 04/29 東京 赤坂BLITZ 「スーパーロボット魂 '99 “春の陣”」
- 08/13 東京 渋谷 ON AIR EAST 「AJF1999 ドラゴン'99」
- 08/14 東京 渋谷 ON AIR EAST 「AJF1999 スーパーヒーロー魂 '99“見参”」
- 08/14 東京 渋谷 ON AIR WEST 「AJF1999 魔女っ子大作戦スペシャルライブ」
- 08/14 東京 渋谷 ON AIR WEST 「AJF1999 文化放送「超機動放送アニゲマスター」公開生放送」
- 08/14 東京 渋谷 ON AIR WEST 「AJF1999 YOSE！トーク！ライブ！」
- 08/15 東京 渋谷 ON AIR EAST 「AJF1999 スーパーロボット魂'99“夏の陣”」
- 08/15 東京 渋谷 ON AIR WEST 「AJF1999 アニメジャパンオールスターズ 1999 Radio Battle」
- 11/10 名古屋 BOTTOM LINE 「スーパーヒーロー魂 '99 ツアー」
- 11/11 大阪 心斎橋 BIG CAT 「スーパーヒーロー魂 '99 ツアー」
- 11/14 東京 渋谷 ON AIR EAST 「スーパーヒーロー魂 '99 ツアー」

### 2000年
- 04/29 東京 赤坂BLITZ 「スーパーロボット魂2000 “春の陣”」
- 05/07 大阪 心斎橋 BIG CAT 「スーパーロボット魂2000 “大阪 春の陣”」
- 08/11 東京 渋谷 ON AIR EAST 「AJF2000 SUPER LIVE GYM」
- 08/11 東京 渋谷 ON AIR WEST 「AJF2000 “旗上げ”アニソン女子部 結成大会」
- 08/12 東京 渋谷 ON AIR EAST 「AJF2000 スーパーヒーロー魂2000」
- 08/12 東京 渋谷 ON AIR WEST 「AJF2000 AJFオールスターズ2000.com」
- 08/12 東京 渋谷 ON AIR WEST 「AJF2000 YOSE！寄席トークライブ」
- 08/13 東京 渋谷 ON AIR EAST 「AJF2000 スーパーロボット魂2000 “夏の陣”」
- 08/13 東京 渋谷 ON AIR WEST 「AJF2000 THE AUCTION」
- 11/26 大阪 心斎橋 BIG CAT 「スーパーヒーロー魂2000 “冬の陣”」
- 12/03 東京 渋谷 ON AIR EAST 「スーパーヒーロー魂2000 “冬の陣”」
- 12/23 東京 渋谷 ON AIR WEST 「アニソン女子部 X’masライブ」

### 2001年
- 04/29 東京 赤坂BLITZ 「スーパーロボット魂2001 “春の陣”」
- 05/05 大阪 心斎橋 BIG CAT 「スーパーロボット魂2001 “大阪 春の陣”」
- 05/06 大阪 心斎橋 BIG CAT 「アニソン女子部 大阪初公演」
- 08/10 東京 渋谷 ON AIR EAST 「AJF2001 アニソン女子部“夏祭り”」
- 08/10 東京 渋谷 ON AIR WEST 「AJF2001 山本正之・単独アニカラLIVE“正義の花道”」
- 08/11 東京 渋谷 ON AIR EAST 「AJF2001 スーパーヒーロー魂2001」
- 08/11 東京 渋谷 ON AIR WEST 「AJF2001 SUPER LIVE GYM 2001“ウルトラマン・トリビュート・ライブ”」
- 08/11 東京 渋谷 ON AIR EAST 「AJF2001 影山ヒロノブのアコギな仲間達」
- 08/11 東京 渋谷 ON AIR WEST 「AJF2001 YOSE！寄席トークライブ」
- 08/11 東京 渋谷 ON AIR NEST 「AJF2001 串田アキラ ALLNIGHT LIVE “炎の男、串田アキラ 朝まで熱唱！”」
- 08/12 東京 渋谷 ON AIR EAST 「AJF2001 スーパーロボット魂2001 “夏の陣”」
- 08/12 東京 渋谷 ON AIR WEST 「AJF2001 THE AUCTION」
- 08/19 大阪 ON AIR OSAKA 「AJF2001 “大阪 夏の陣”」
- 11/25 大阪 ON AIR OSAKA 「スーパーヒーロー魂2001 “冬の陣”」
- 12/02 東京 渋谷 ON AIR EAST 「スーパーヒーロー魂2001 “冬の陣”」
- 12/08 東京 渋谷 ON AIR WEST 「アニソン女子部 X’masライブ」

### 2002年
- 04/29 東京 赤坂BLITZ 「スーパーロボット魂2002 “春の陣”」
- 05/04 大阪 ON AIR OSAKA 「スーパーロボット魂2002 “春の陣”」
- 05/05 大阪 ON AIR OSAKA 「アニソン女子部 大阪公演」
- 08/09 東京 渋谷 ON AIR WEST 「AJF2002 メタルヒーロー魂 祝メタルヒーロー20周年記念!!」
- 08/10 東京 SHIBUYA-AX 「AJF2002 JAM second mission EVOLUTION」
- 08/10 東京 渋谷 ON AIR WEST 「AJF2002 アニソン女子部“夏祭り”」
- 08/10 東京 渋谷 ON AIR WEST 「AJF2002 串田アキラ オールナイトライブ 闘魂 串田アキラ 朝まで熱唱！」
- 08/10 東京 渋谷 ON AIR NEST 「AJF2002 YOSE！寄席トークライブ2002」
- 08/11 東京 渋谷 ON AIR WEST 「AJF2002 THE AUCTION」
- 08/11 東京 SHIBUYA-AX 「AJF2002 スーパーアニソン魂“夏の陣” 史上最強のライブ宣言ダ!!」
- 08/18 大阪 なんばHatch 「AJF2002 新たな伝説に結集せよ！ AJF2002“大阪 夏の陣”」
- 12/21 大阪 ON AIR OSAKA 「スーパーロボット魂2002 “マジンガーZ 30周年記念ライブ”」
- 12/23 神奈川 川崎 Club CITTA' 「スーパーロボット魂2002 “マジンガーZ 30周年記念ライブ”」

### 2003年
- 03/21 北海道 札幌市民会館 「スーパーロボット魂2003 in 札幌」
- 04/29 東京 赤坂BLITZ 「スーパーロボット魂2003 “春の陣”」
- 05/04 大阪 ON AIR OSAKA 「スーパーロボット魂2003 “大阪 春の陣”」
- 08/15 東京 Zepp Tokyo 「AJF2003 アニソン女子部 “夏祭り”」
- 08/16 東京 Zepp Tokyo 「AJF2003 スーパーヒーロー魂2003」
- 08/17 東京 Zepp Tokyo 「AJF2003 スーパーアニソン魂2003」
- 08/24 大阪 なんばHatch 「AJF2003 アニメジャパンフェス2003 “大阪 夏の陣”」
- 12/27 東京 Shibuya O-EAST 「AJF2003⇔2004 スーパーヒーロー魂 “冬の陣”」
- 12/28 東京 Shibuya O-EAST 「AJF2003⇔2004 スーパーアニソン魂 “冬の陣”」

### 2004年
- 01/11 大阪 なんばHatch 「AJF2003⇔2004 “大阪 冬の陣”」
- 04/29 東京 Zepp Tokyo 「スーパーロボット魂2004 “春の陣”」
- 05/03 大阪 なんばHatch 「スーパーロボット魂2004 “大阪 春の陣”」
- 08/13 東京 Shibuya O-EAST 「AJF2004 アニソン女子部“夏祭り”」
- 08/13 東京 Shibuya O-WEST 「AJF2004 レッドアクションクラブ結成20周年記念“RED SPIRIT 20th”」
- 08/14 東京 Shibuya O-EAST 「AJF2004 スーパーヒーロー魂2004 “夏の陣”」
- 08/14 東京 Shibuya O-WEST 「AJF2004 おたっきぃ佐々木のスーパーオタク魂」
- 08/15 東京 Shibuya O-EAST 「AJF2004 スーパーアニソン魂2004 “夏の陣”」
- 08/15 東京 Shibuya O-WEST 「AJF2004 アニたま LIVE IN AJF2004」
- 08/22 大阪 なんばHatch 「Anime Japan Fes 2004“大阪 夏の陣”」
- 11/21 東京 Shibuya O-EAST 「スーパー戦隊“魂”2004」

### 2005年
- 04/29 東京 Zepp Tokyo 「スーパーロボット魂2005 “春の陣”」
- 05/03 大阪 なんばHatch 「スーパーロボット魂2005 “大阪 春の陣”」
- 07/31 福岡 博多 DRUM LOGOS 「AJF2005 ANIME JAPAN FES 2005 “博多 初見参!!”」
- 08/12 東京 Zepp Tokyo 「AJF2005 アニソン アイドル心（ハート）“夏祭り”」
- 08/13 東京 Zepp Tokyo 「AJF2005 スーパーヒーロー魂2005 “夏の陣”」
- 08/13 東京 Zepp Tokyo 「AJF2005 影山ヒロノブのゆかいな仲間たち“復活祭”」
- 08/14 東京 Zepp Tokyo 「AJF2005 スーパーアニソン魂2005 “夏の陣”」
- 08/21 大阪 なんばHatch 「Anime Japan Fes 2005 “大阪 夏の陣”」

### 2006年
- 01/07 東京 Shibuya O-WEST 「AJF 2006 アニソン アイドル心（ハート） “お正月でchu！”」
- 01/07 東京 Shibuya O-EAST 「AJF2006 スーパーアニソン魂 “THE 新年会！”」
- 04/29 東京 Zepp Tokyo 「スーパーロボット魂2006 “春の陣” I 」
- 04/30 東京 Zepp Tokyo 「スーパーロボット魂2006 “春の陣” II GUNDAM」
- 05/05 大阪 なんばHatch 「スーパーロボット魂2006 “大阪 春の陣”」
- 08/11 東京 Zepp Tokyo 「AJF2006 スーパーロボット大戦15周年記念 “ORIGINAL GENERATION LIVE”」
- 08/12 東京 Zepp Tokyo 「AJF2006 スーパーヒーロー魂2006 “夏の陣”」
- 08/12 東京 Zepp Tokyo 「AJF2006 影山ロノブ・遠藤正明・きただにひろしの“ゆかいな仲間たち”オレにもコスらせろっ!」
- 08/13 東京 Zepp Tokyo 「AJF2006 スーパーアニソン魂2006 “夏の陣”」
- 08/20 大阪 なんばHatch 「ANIME JAPAN FES 2006 “大阪 夏の陣”」
- 08/27 福岡 博多 DRUM LOGOS 「ANIME JAPAN FES 2006 “博多 夏の陣”」
- 11/19 東京 Shibuya O-EAST 「スーパー戦隊“魂”II 」

### 2007年
- 01/07 東京 Shibuya O-EAST 「ANIME JAPAN FES 2007 “冬の陣”」
- 04/29 東京 Zepp Tokyo 「スーパーロボット魂2007 “春の陣”」
- 05/05 大阪 なんばHatch 「スーパーロボット魂2007 “大阪 春の陣”」
- 05/18 香港 九龍湾国際展貿中心 Hall B 「ANIME JAPAN FES in 香港 2007 スーパーアニソン魂」
- 05/19 香港 九龍湾国際展貿中心 Hall B 「ANIME JAPAN FES in 香港 2007 スーパーロボット魂」
- 08/17 東京 Zepp Tokyo 「AJF2007 堀江美都子プロデュース『アニソン女子部“復活”夏祭り2007』」
- 08/18 東京 Zepp Tokyo 「AJF2007 スーパーヒーロー魂2007“夏の陣”」
- 08/18 東京 Zepp Tokyo 「AJF2007 影山ヒロノブ・遠藤正明・きただにひろしの『ゆかいな仲間たち』 コスってコスって300分」
- 08/19 東京 Zepp Tokyo 「AJF2007 スーパーアニソン魂2007“夏の陣”」
- 08/25 大阪 なんばHatch 「ANIME JAPAN FES 2007 “大阪 夏の陣”」
- 08/26 名古屋 E.L.L 「ANIME JAPAN FES 2007“名古屋 初見参!!”」
- 12/15 東京 Shibuya O-EAST 「ANIME JAPAN FES 2007 “冬の陣” SUPER ANISON SPIRITS X'mas」

### 2008年
- 04/29 東京 Zepp Tokyo 「スーパーロボット魂2008 “春の陣”」
- 05/05 大阪 なんばHatch 「スーパーロボット魂2008 “大阪 春の陣”」
- 08/15 東京 Zepp Tokyo 「AJF2008 堀江美都子プロデュース『アニソン女子部“夏祭り”2008』」
- 08/16 東京 Zepp Tokyo 「AJF2008 スーパーヒーロー魂2008“夏の陣”」
- 08/16 東京 Zepp Tokyo 「AJF2008 影山ヒロノブ・遠藤正明・きただにひろしの『ゆかいな仲間たち2008』」
- 08/17 東京 Zepp Tokyo 「AJF2008 スーパーアニソン魂2008“夏の陣”」
- 08/30 名古屋 Zepp Nagoya 「ANIME JAPAN FES 2008 “名古屋 夏の陣”」
- 08/31 大阪 なんばHatch 「ANIME JAPAN FES 2008 “大阪 夏の陣”」
- 11/29 東京 Shibuya O-EAST 「スーパー戦隊“魂”III 2008 20世紀編」
- 11/30 東京 Shibuya O-EAST 「スーパー戦隊“魂”III 2008 21世紀編」

### 2009年
- 01/11 東京 Shibuya O-EAST 「ANIME JAPAN FES 2009 “冬の陣”」
- 01/12 仙台 Zepp Sendai 「ANIME JAPAN FES 2009 “冬の陣 仙台初見参”」
- 01/18 大阪 なんばHatch 「ANIME JAPAN FES 2009 “大阪 冬の陣”」
- 04/29 東京 Zepp Tokyo 「スーパーロボット魂2009 “春の陣”」
- 05/05 大阪 なんばHatch 「スーパーロボット魂2009 “大阪 春の陣”」
- 08/14 東京 Zepp Tokyo 「AJF2009 堀江美都子プロデュース『アニソン女子部“夏祭り”2009』」
- 08/14 東京 Zepp Tokyo 「AJF2009 影山ヒロノブ・遠藤正明・きただにひろしの『ゆかいな仲間たち2009』」
- 08/15 東京 Zepp Tokyo 「AJF2009 スーパーヒーロー魂2009“夏の陣”」
- 08/16 東京 Zepp Tokyo 「AJF2009 スーパーアニソン魂2009“夏の陣”」
- 08/29 大阪 なんばHatch 「ANIME JAPAN FES 2009 “大阪 夏の陣”」
- 08/30 名古屋 Zepp Nagoya 「ANIME JAPAN FES 2009 “名古屋 夏の陣”」

### 2010年
- 01/24 東京 Zepp Tokyo 「ANIME JAPAN FES 2010 “冬の陣”」
- 04/29 東京 Zepp Tokyo 「スーパーロボット魂2010 “春の陣”」
- 05/05 大阪 なんばHatch 「スーパーロボット魂2010 “大阪 春の陣”」
- 08/13 東京 Zepp Tokyo 「AJF2010 堀江美都子プロデュース『アニソン女子部“夏祭り”JOSHIBU in Wonderland』」
- 08/13 東京 Zepp Tokyo 「AJF2010 影山ヒロノブ・遠藤正明・きただにひろしの『ゆかいな仲間たち2010』」
- 08/14 東京 Zepp Tokyo 「AJF2010 スーパーヒーロー魂2010“夏の陣”」
- 08/15 東京 Zepp Tokyo 「AJF2010 スーパーアニソン魂2010“夏の陣”」
- 08/22 名古屋 Zepp Nagoya 「ANIME JAPAN FES 2010“名古屋 夏の陣”」
- 08/29 大阪 なんばHatch 「ANIME JAPAN FES 2010“大阪 夏の陣”」
- 11/14 東京 Zepp Tokyo 「スーパー戦隊“魂”IV 2010 東京」
- 11/23 大阪 なんばHatch 「スーパー戦隊“魂”IV 2010 大阪」

### 2011年
- 01/16 東京 Shibuya O-EAST 「ANIME JAPAN FES 2011 “冬の陣”」
- 04/29 東京 Zepp Tokyo 「スーパーロボット魂2011 “春の陣”」
- 05/05 大阪 なんばHatch 「スーパーロボット魂2011 “大阪 春の陣”」
- 08/07 大阪 なんばHatch 「ANIME JAPAN FES 2011“大阪 夏の陣”」
- 08/12 東京 Zepp Tokyo 「AJF2011 堀江美都子プロデュース『アニソン女子部“夏祭り”』」
- 08/12 東京 Zepp Tokyo 「AJF2011 影山ヒロノブ・遠藤正明・きただにひろしの『ゆかいな仲間たち2011』」
- 08/13 東京 Zepp Tokyo 「AJF2011 スーパーヒーロー魂2011“夏の陣”」
- 08/14 東京 Zepp Tokyo 「AJF2011 スーパーアニソン魂2011“夏の陣”」
- 08/21 名古屋 Zepp Nagoya 「ANIME JAPAN FES 2011“名古屋 夏の陣”」
- 11/13 東京 Zepp Tokyo 「スーパー戦隊“魂”V 2011 東京」
- 11/19 大阪 なんばHatch 「スーパー戦隊“魂”V 2011 大阪」

### 2012年
- 04/29 東京 Zepp Tokyo 「スーパーロボット魂2012 “春の陣”」
- 05/05 大阪 なんばHatch 「スーパーロボット魂2012 “大阪 春の陣”」
- 08/05 名古屋 Zepp Nagoya 「ANIME JAPAN FES 2012“名古屋 夏の陣”」
- 08/10 東京 Zepp DiverCity(TOKYO) 「AJF2012 堀江美都子プロデュース『アニソン女子部夏祭りライブ2012』」
- 08/10 東京 Zepp DiverCity(TOKYO) 「AJF2012 影山ヒロノブ・遠藤正明・きただにひろしの『ゆかいな仲間たち2012』」
- 08/11 東京 Zepp DiverCity(TOKYO) 「AJF2012 スーパーヒーロー魂2012“夏の陣”」
- 08/12 東京 Zepp DiverCity(TOKYO) 「AJF2012 スーパーアニソン魂2012“夏の陣”」
- 08/19 大阪 なんばHatch 「ANIME JAPAN FES 2012“大阪 夏の陣”」
- 10/07 東京 Zepp Tokyo 「スーパー戦隊“魂”VI 2012 東京」
- 11/03 大阪 なんばHatch 「スーパー戦隊“魂”VI 2012 大阪」

### 2013年
- 01/06 東京 Shibuya O-EAST 「メタルヒーロー魂 2013」
- 04/28 東京 Zepp Tokyo 「スーパーロボット魂2013 “春の陣” 2DAYS」（1日目）
- 04/29 東京 Zepp Tokyo 「スーパーロボット魂2013 “春の陣” 2DAYS」（2日目）
- 05/05 大阪 なんばHatch 「スーパーロボット魂2013 “大阪 春の陣”」
- 08/09 東京 Zepp Tokyo 「AJF2013 AJFネオジェネレーション2013」
- 08/10 東京 Zepp Tokyo 「AJF2013 スーパーヒーロー魂2013“夏の陣”」
- 08/10 東京 Zepp Tokyo 「AJF2013 影山ヒロノブ・遠藤正明・きただにひろしの『ゆかいな仲間たち2013』」
- 08/11 東京 Zepp Tokyo 「AJF2013 スーパーアニソン魂 LEGEND 2013」
- 08/17 名古屋 Zepp Nagoya 「ANIME JAPAN FES 2013“名古屋 夏の陣”」
- 08/18 大阪 なんばHatch 「ANIME JAPAN FES 2013“大阪 夏の陣”」
- 10/27 大阪 なんばHatch 「スーパー戦隊“魂”VII 2013 大阪」
- 11/02 東京 Zepp Tokyo 「スーパー戦隊“魂”VII 2013 東京 “21世紀編”」
- 11/03 東京 Zepp Tokyo 「スーパー戦隊“魂”VII 2013 東京 “20世紀編”」
- 12/15 東京 TSUTAYA O-EAST 「NEO GENERATION 2013 Steppin’ X’mas」

### 2014年
- 01/05 東京 TSUTAYA O-EAST 「ANIME JAPAN FES 2014“冬の陣”」
- 04/28 東京 Zepp Tokyo 「スーパーロボット魂2014 “春の陣” 2DAYS」（1日目）
- 04/29 東京 Zepp Tokyo 「スーパーロボット魂2014 “春の陣” 2DAYS」（2日目）
- 05/05 大阪 なんばHatch 「スーパーロボット魂2014 “大阪 春の陣”」
- 05/25 東京 TSUTAYA O-EAST 「アニソンバトルマックス2014」
- 07/12 東京 よみうり大手町ホール 「影山ヒロノブ・遠藤正明の『アコギな二人旅だぜ！』リターンズ」
- 08/08 東京 Zepp Tokyo 「AJF2014 堀江美都子プロデュース『アニソン女子部』」
- 08/09 東京 Zepp Tokyo 「AJF2014 スーパーヒーロー魂2014“夏の陣”」
- 08/09 東京 Zepp Tokyo 「AJF2014 影山ヒロノブ・遠藤正明・きただにひろしの『ゆかいな仲間たち2014』」
- 08/10 東京 Zepp Tokyo 「AJF2014 スーパーアニソン魂2014“夏の陣”」
- 08/17 名古屋 Zepp Nagoya 「ANIME JAPAN FES 2014“名古屋 夏の陣”」
- 08/31 大阪 なんばHatch 「ANIME JAPAN FES 2014“大阪 夏の陣”」
- 10/25 上海 上海浅水湾文化芸術中心 大剧场 「スーパーロボットライブ 鋼の魂 スーパーロボット熱血コンサート」
- 11/08 東京 豊洲PIT 「スーパー戦隊“魂”VIII 2014 東京 “21世紀編”」
- 11/09 東京 豊洲PIT 「スーパー戦隊“魂”VIII 2014 東京 “20世紀編”」
- 12/07 東京 TSUTAYA O-EAST 「NEO GENERATION “Twinkle Stars X'mas” 2014」

### 2015年
- 04/28 東京 Zepp Tokyo 「スーパーロボット魂2015 “春の陣” 2DAYS」（1日目）
- 04/29 東京 Zepp Tokyo 「スーパーロボット魂2015 “春の陣” 2DAYS」（2日目）
- 05/05 大阪 なんばHatch 「スーパーロボット魂2015 “大阪 春の陣”」
- 08/14 東京 Zepp Tokyo 「AJF2015 堀江美都子プロデュース『アニソン女子部2015 女子部戦隊現る!!!』」
- 08/14 東京 Zepp Tokyo 「AJF2015 影山ヒロノブ・遠藤正明・きただにひろしの『ゆかいな仲間たち2015』」
- 08/15 東京 Zepp Tokyo 「AJF2015 スーパーヒーロー魂2015“夏の陣”」
- 08/16 東京 Zepp Tokyo 「AJF2015 スーパーアニソン魂2015“夏の陣”」
- 08/30 大阪 なんばHatch 「ANIME JAPAN FES 2015“大阪 夏の陣”」
- 10/06 広州 中山紀念堂 「スーパーロボットライブ II 超・鋼の魂 スーパーロボット熱血コンサート2015」
- 11/07 東京 Zepp Tokyo 「スーパー戦隊“魂”IX 2015 東京」（1日目）
- 11/08 東京 Zepp Tokyo 「スーパー戦隊“魂”IX 2015 東京」（2日目）
- 11/15 大阪 なんばHatch 「スーパー戦隊“魂”IX 2015 大阪」

### 2016年
- 04/29 東京 Zepp Tokyo 「スーパーロボット魂2016 “春の陣” 2DAYS」（1日目）
- 04/30 東京 Zepp Tokyo 「スーパーロボット魂2016 “春の陣” 2DAYS」（2日目）
- 05/05 大阪 なんばHatch 「スーパーロボット魂2016 “大阪 春の陣”」
- 08/12 東京 Zepp Tokyo 「AJF2016 堀江美都子プロデュース『アニソン女子部夏祭りライブ2016～帰って来たハーモレンジャー？！～』」
- 08/13 東京 Zepp Tokyo 「AJF2016 スーパーヒーロー魂2016 “夏の陣”」
- 08/14 東京 Zepp Tokyo 「AJF2016 スーパーアニソン魂2016 “夏の陣”」
- 08/28 大阪 なんばHatch 「ANIME JAPAN FES 2016 “大阪 夏の陣”」
- 11/05 上海 上海浅水湾文化芸術中心 Q・HALL 「スーパーロボットライブ 真・鋼の魂 スーパーロボット熱血コンサート2016」
- 11/05 東京 Zepp Tokyo 「スーパー戦隊“魂”X 2016 東京 “21世紀編”」
- 11/06 東京 Zepp Tokyo 「スーパー戦隊“魂”X 2016 東京 “21世紀編”」
- 11/27 大阪 Zepp Namba(OSAKA) 「スーパー戦隊“魂”X 2016 大阪」

### 2017年
- 04/29 東京 Zepp Tokyo 「スーパーロボット魂2017 “春の陣” 2DAYS」（1日目）
- 04/30 東京 Zepp Tokyo 「スーパーロボット魂2017 “春の陣” 2DAYS」（2日目）
- 05/05 大阪 なんばHatch 「スーパーロボット魂2017 “大阪 春の陣”」
- 08/11 東京 Zepp Tokyo 「AJF2017 ウルトラマン魂2017 “夏の陣”」
- 08/12 東京 Zepp Tokyo 「AJF2017 スーパーヒーロー魂2017 “夏の陣”」
- 08/13 東京 Zepp Tokyo 「AJF2017 スーパーアニソン魂2017 “夏の陣”」
- 08/20 大阪 なんばHatch 「ANIME JAPAN FES 2017 “大阪 夏の陣”」
- 10/03 広州 広州白雲国際会議中心 世紀大会堂 「スーパーロボットライブ IV 激・鋼の魂 スーパーロボット熱血コンサート2017」
- 11/04 東京 Zepp Tokyo 「スーパー戦隊“魂”XI 2017 東京 “21世紀編”」
- 11/05 東京 Zepp Tokyo 「スーパー戦隊“魂”XI 2017 東京 “21世紀編”」
- 11/12 大阪 なんばHatch 「スーパー戦隊“魂”XI 2017 大阪」
- 12/13 東京 よみうり大手町ホール 「堀江美都子プロデュース アニソン女子部クリスマスライブ～はーとふる Winter をあなたと～」

### 2018年
- 04/28 東京 Zepp Tokyo 「スーパーロボット魂2018 “春の陣” 2DAYS」（1日目）
- 04/29 東京 Zepp Tokyo 「スーパーロボット魂2018 “春の陣” 2DAYS」（2日目）
- 05/05 大阪 なんばHatch 「スーパーロボット魂2018 “大阪 春の陣”」
- 08/10 東京 Zepp Tokyo 「AJF2018 水木一郎 デビュー50周年記念 特別公演 ～原点オンパレードだゼーット！～」
- 08/11 東京 Zepp Tokyo 「AJF2018 スーパーヒーロー魂2018 “夏の陣”」
- 08/12 東京 Zepp Tokyo 「AJF2018 スーパーアニソン魂2018 “夏の陣”」
- 08/19 大阪 なんばHatch 「ANIME JAPAN FES 2018 “大阪 夏の陣”」
- 10/04 上海 MODERN SKY LAB SHANGHAI 「スーパーロボットライブV 鋼の魂 スーパーロボット熱血コンサート2018」
- 11/03 東京 Zepp Tokyo 「スーパー戦隊“魂”XII 2018 東京」（1日目）
- 11/04 東京 Zepp Tokyo 「スーパー戦隊“魂”XII 2018 東京」（2日目）
- 11/11 大阪 なんばHatch 「スーパー戦隊“魂”XII 2018 大阪」
- 12/15 東京 よみうり大手町ホール 「堀江美都子プロデュース アニソン女子部ファイナル！ ～みんなで奏でるHoly Night～」

### 2019年
- 04/27 東京 Zepp Tokyo 「スーパーロボット魂2019 “春の陣” 2DAYS」（1日目）
- 04/28 東京 Zepp Tokyo 「スーパーロボット魂2019 “春の陣” 2DAYS」（2日目）
- 05/05 大阪 なんばHatch 「スーパーロボット魂2019 “大阪 春の陣”」
- 08/09 東京 Zepp Tokyo 「AJF2019 ささきいさお vs 水木一郎　台場大決戦！」
- 08/10 東京 Zepp Tokyo 「AJF2019 スーパーヒーロー魂2019 “夏の陣”」
- 08/11 東京 Zepp Tokyo 「AJF2019 スーパーアニソン魂2019 “夏の陣”」
- 08/18 大阪 なんばHatch 「ANIME JAPAN FES 2019 “大阪 夏の陣”」
- 10/26 広州 白雲国際会議中心 世紀大会堂 「スーパーロボットライブ 極・鋼の魂 スーパーロボット熱血コンサート2019」
- 11/03 東京 Zepp Tokyo 「スーパー戦隊“魂”XIII 2019 東京」（1日目）
- 11/04 東京 Zepp Tokyo 「スーパー戦隊“魂”XIII 2019 東京」（2日目）
- 11/10 大阪 なんばHatch 「スーパー戦隊“魂”XIII 2019 大阪」

### 2020年
- 08/15 東京 Zepp Tokyo 「スーパーロボット魂2020 “春の陣” 2DAYS（振替公演）」（1日目）
- 08/16 東京 Zepp Tokyo 「スーパーロボット魂2020 “春の陣” 2DAYS（振替公演）」（2日目）
- 10/31 東京 Zepp Tokyo 「スーパー戦隊“魂”2020　～21世紀編～」
- 11/01 東京 Zepp Tokyo 「スーパー戦隊“魂”2020　～20世紀編～」

### 2021年
- 04/24 東京 Zepp Tokyo 「スーパーロボット魂2021 ～stage universe～」
- 04/25 東京 Zepp Tokyo 「スーパーロボット魂2021 ～stage terra～」
- 08/14 東京 Zepp Tokyo 「AJF2021 スーパーヒーロー魂2021」
- 08/15 東京 Zepp Tokyo 「AJF2021 スーパーアニソン魂2021 ～THE LEGEND～」
- 11/06 東京 Zepp Tokyo 「スーパー戦隊“魂”2021」（1日目）
- 11/07 東京 Zepp Tokyo 「スーパー戦隊“魂”2021」（2日目）

### 2022年
- 04/29 東京 Zepp Haneda(TOKYO) 「スーパーロボット魂2022 25th Anniversary ～stage universe～」
- 04/30 東京 Zepp Haneda(TOKYO) 「スーパーロボット魂2022 25th Anniversary ～stage terra～」
- 07/30 大阪 なんばHatch 「ANIME JAPAN FES 2022 大阪 なんばHatch 20th Anniversary ～Hey Music ! Let’s Change the World !!～」
- 08/13 東京 Zepp Haneda(TOKYO) 「AJF2022 スーパーヒーロー魂2022」
- 08/14 東京 Zepp Haneda(TOKYO) 「AJF2022 スーパーアニソン魂2022 ～THE LEGEND～」
- 11/05 東京 Zepp DiverCity(TOKYO) 「スーパー戦隊“魂”2022」（1日目）
- 11/06 東京 Zepp DiverCity(TOKYO) 「スーパー戦隊“魂”2022」（2日目）
- 11/13 大阪 Zepp Namba(OSAKA) 「スーパー戦隊“魂”2022」（大阪）

### 2023年
- 04/29 東京 Zepp Haneda(TOKYO) 「スーパーロボット魂2023 ～stage universe～」
- 04/30 東京 Zepp Haneda(TOKYO) 「スーパーロボット魂2023 ～stage terra～」
- 05/05 大阪 なんばHatch 「スーパーロボット魂 2023 大阪」
- 08/12 東京 Zepp DiverCity(TOKYO) 「AJF2023 スーパーヒーロー魂2023」
- 08/13 東京 Zepp DiverCity(TOKYO) 「AJF2023 スーパーアニソン魂2023 ～THE LEGENDS～」
- 08/19 大阪 なんばHatch 「ANIME JAPAN FES 2023 大阪」
- 11/04 東京 Zepp DiverCity(TOKYO) 「スーパー戦隊魂2023 東京 “21世紀編”」
- 11/05 東京 Zepp DiverCity(TOKYO) 「スーパー戦隊魂2023 東京 “20世紀編”」
- 11/12 大阪 なんばHatch 「スーパー戦隊魂2023 大阪」
- 11/26 東京 東京ドームシティホール 「ULTRAMAN MUSIC LIVE～ウルトラマン魂2023～」

### 2024年
- 04/27 東京 Zepp Haneda(TOKYO) 「スーパーロボット魂 2024 東京 ～stage universe～」
- 04/28 東京 Zepp Haneda(TOKYO) 「スーパーロボット魂 2024 東京 ～stage terra～」
- 05/05 大阪 なんばHatch 「スーパーロボット魂 2024 大阪」
- 05/19 台北 台北花博爭豔館 「スーパーロボット魂 2024 台北」
- 08/10 東京 Zepp DiverCity(TOKYO) 「AJF2024 スーパーヒーロー魂2024 “夏の陣”」
- 08/11 東京 Zepp DiverCity(TOKYO) 「AJF2024 スーパーアニソン魂2024 “夏の陣” ～THE LEGENDS～」
- 08/18 大阪 なんばHatch 「ANIME JAPAN FES 2024 “大阪夏の陣”」
- 11/02 東京 Zepp DiverCity(TOKYO) 「スーパー戦隊魂2024 “21世紀編”」
- 11/03 東京 Zepp DiverCity(TOKYO) 「スーパー戦隊魂2024 “20世紀編”」
- 11/16 広州 広州音楽唐人館 「スーパーロボット魂　笠原弘子・福山芳樹 スペシャルアコギライブ2024」（広州公演）
- 11/17 上海 MAO Livehouse 「スーパーロボット魂　笠原弘子・福山芳樹 スペシャルアコギライブ2024」（上海公演）

### 2025年
- 01/18 上海 PHASE LIVE HOUSE SHANGHAI 「スーパーロボットライブ 鋼の魂 スーパーロボット熱血コンサート2025」
- 04/26 東京 Zepp Haneda(TOKYO) 「スーパーロボット魂 2025 東京 ～stage universe～」
- 04/27 東京 Zepp Haneda(TOKYO) 「スーパーロボット魂 2025 東京 ～stage terra～」
- 05/05 大阪 なんばHatch 「スーパーロボット魂 2025 大阪」
- 05/18 台北 Zepp New Taipei 「スーパーロボット魂 2025 台北」
- 06/14 上海 瓦肆VAS SHANGHAI 「アニソン女子部2025 プレミアム『Return～集結！』」（上海公演）
- 06/15 広州 広州音楽唐人館 「アニソン女子部2025 プレミアム『Return～集結！』」（広州公演）
- 08/02 上海 PHASE LIVE HOUSE SHANGHAI 「スーパーヒーロー魂2025 in上海」
- 08/09 東京 Zepp DiverCity(TOKYO) 「AJF2025 スーパーヒーロー魂2025 “夏の陣”」
- 08/10 東京 Zepp DiverCity(TOKYO) 「AJF2025 スーパーアニソン魂2025 “夏の陣” ～THE LEGENDS～」
- 08/17 大阪 なんばHatch 「ANIME JAPAN FES 2025 “大阪夏の陣”」

（以下、開催予定）
- 09/14 東京 Kanadevia Hall (TOKYO DOME CITY HALL) 「ULTRAMAN MUSIC LIVE～ウルトラマン魂2025～」
- 11/01 東京 Zepp DiverCity(TOKYO) 「スーパー戦隊魂 XIX 2025“東京DAY1”」
- 11/02 東京 Zepp DiverCity(TOKYO) 「スーパー戦隊魂 XIX 2025“東京DAY2”」
- 11/30 大阪 なんばHatch 「スーパー戦隊魂 XIX 2025“大阪”」

## ソフト化

### CD
- 「ROBONATION SUPER LIVE '97 Summer」（1997/11/19発売 FSCA-10020、再発売 KICA-1401/2）
- 「LIVE! from スーパーロボット魂 TOUR'98」（1998/9/18発売 FSCA-10051、再発売 KICA-1403/4）
- 「スーパーロボット魂TOUR'99 春の陣 LIVE at 赤坂BLITZ」（1999/7/7発売 FSCA-10092）
- 「スーパーロボット魂2003 春の陣」（2003/6/25発売 KICA-1297/8）
- 「スーパーヒーロー魂 ツアーライブ」（2000/1/19発売 FSCA-10119）
- 「スーパーヒーローVSスーパーロボット魂 LIVE 2000」（2000/10/18発売 FSCA-10146、再発売 KICA-1407/8）
- 「スーパー戦隊魂2004 LIVE」（2005/1/19発売 COCX-33064）
- 「AJF アニメジャパンフェス 2003」（2003/11/27発売 KICA-13134/4）
- 「DRAGON '98 SPECIAL LIVE by “MONOLITH”-Anime Japan Fes '98 in Shibuya-」（1998/12/18発売 FSCA-10066、再発売 BSCH-30088）
- 「アニソンLive大全集 熱烈!アニソン魂 Vol.1 『アニたまLive』 in AJF 2004」（2004/11/17発売 FYAN-1/2）

ベスト版CD（過去に収録されたライブ音源から再編集）
「LIVE!! スーパーロボット魂 ザ・ベスト SRS編 part I」（2004/04/21発売 BSCH-30016）
「LIVE!! スーパーロボット魂 ザ・ベスト SRS編 part II」（2004/06/23発売 BSCH-30020）
「LIVE!! スーパーヒーロー魂 ザ・ベスト SHS編」（2004/5/26発売 BSCH-30018/9）
「THE BEST!! スーパーロボット魂-Ultimate LIVE 10th Anniversary Edition」（2007/04/25発売 BSCH-30057/60）
他（以下のCDにも、AJF関連ライブの音源から一部が収録されている）
「BEST & LIVE」／影山ヒロノブ (BSCH-30014)
「Best of MIQ -MIQUEST- 魂は刻をこえて…」／MIQ (BSCH-30032)
「sweet best sweet」／アップルパイ (KICA-1391)
「スーパーロボット魂 ボーカルベストセレクション」(FSCA-10084)
「スーパーロボット魂 ザ・ベスト Vol.1 - 4」（BSCH-30001/2、BSCH-30003/4、BSCH-30005/6、BSCH-30009/10）
「スーパーロボット魂 BEST&LIVE ガールズ編1 - 2」（BSCH-30033、BSCH-30042）
「スーパーロボット魂 主題歌ベストコレクション1 - 2」（BSCH-30037、BSCH-30038）
「スーパーロボット魂 Ballad & Unplugged」(BSCH-30043)
「スーパーロボット魂 リアルロボ・ソングコレクション」(BSCH-30054)
「スーパーヒーロー魂 ザ・ベスト」(BSCH-30007/8)
「THE BEST!! スーパーヒーロー魂ーStudio＆Live Recording-」(BSCH-30068)

### DVD
- 「ROBONATION SUPER LIVE スーパーロボット魂 Vol.1」（2004/01/21発売 ※復刻版 BSBH-90001）
- 「スーパーロボット魂TOUR'99 春の陣 LIVE at 赤坂BLITZ」（1999/08/25発売 BBBE-1128）
- 「SUPER ROBOT SPIRITS 2000」（2000/10/21発売 COBC-4055）
- 「スーパーロボット魂2000“夏の陣”」（2001/02/25発売 BIBE-1285）
- 「スーパーロボット魂2003“春の陣”」（2003/06/25発売 KIBA-909）
- 「スーパーヒーロー魂2000 夏の陣」（2000/12/21発売 COBC-4070）
- 「スーパー戦隊“魂”2004 LIVE」（2005/03/23発売 COBC-4391/2）
- 「スーパー戦隊“魂”II 2006 LIVE」（2007/01/24発売 COBC-4605/6）
- 「アニソンLive大全集 熱烈!アニソン魂 Vol.1 『アニたまLive』 in AJF 2004」（2004/11/17発売 FYBN-101）

### VHS
- 「ROBONATION SUPER LIVE スーパーロボット魂 Vol.1」（1998/04/17発売 FSVE-50001）
- 「スーパーロボット魂TOUR'99 春の陣 LIVE at 赤坂BLITZ」（1999/8/25発売 BBVE-1128）
- 「スーパーヒーロー魂2000 夏の陣」（2000/12/21発売 COVC-6484）

### LD
- 「ROBONATION SUPER LIVE スーパーロボット魂 Vol.1」（1998/04/17発売 FSLA-60001）